# Droga wojewódzka 580
Die Droga wojewódzka 580 (DW 580) ist eine 71 Kilometer lange Droga wojewódzka (Woiwodschaftsstraße) in der polnischen Woiwodschaft Masowien, die Warszawa mit Sochaczew verbindet. Die Strecke liegt in der kreisfreien Stadt Warszawa, im Powiat Warszawski Zachodni und im Powiat Sochaczewski.

## Streckenverlauf
Woiwodschaft Masowien, Kreisfreie Stadt Warszawa
-  Warszawa (Warschau) (A 2, S 2, S 79, DK 2, DK 7, DK 8, DK 17, DK 61, DK 79, DW 629, DW 631, DW 633, DW 634, DW 706, DW 711, DW 717, DW 719, DW 724, DW 801, DW 898)

Woiwodschaft Masowien, Powiat Warszawski Zachodni
- Lubiczów
-  Babice Nowe (DW 898)
- Stare Babice
- Zielonki-Wieś
- Koczargi Nowe
- Wojcieszyn
- Wierzbin
-  Borzęcin Duży (DW 718)
- Wyględy
-  Zaborów (DW 888)
-  Leszno (DW 579)
- Wilkowa Wieś
- Wiejca
- Kampinos
- Komorów
- Łazy
- Wola Pasikońska
- Strzyżew

Woiwodschaft Masowien, Powiat Sochaczewski
- Żelazowa Wola
- Chodakówek
-  Sochaczew (DK 50, DK 92, DW 705)